# Danh sách hoàng đế nhà Tống

Chân dung Tống Thái Tổ (969–976), vị Hoàng đế đã sáng lập nên Nhà Tống, được vẽ bởi một họa sĩ vô danh thời kỳ đó.

Nhà Tống là hoàng triều cai trị Trung Quốc từ năm 960 đến năm 1279, tiếp nối thời kỳ Ngũ đại Thập quốc và kết thúc khi bị chinh phục bởi nhà Nguyên của người Mông Cổ. Nhà Tống được chia thành hai giai đoạn lịch sử rõ rệt: Bắc Tống (960–1127) và Nam Tống (1127–1279). Sự chuyển giao giữa hai giai đoạn bắt nguồn từ việc quân đội nhà Kim xâm lược và chinh phục miền Bắc Trung Hoa vào năm 1127. Sau sự kiện này, triều đình nhà Tống rút về phía Nam, chuyển kinh đô từ Biện Kinh (nay là Khai Phong) ở miền Bắc đến Lâm An (nay là Hàng Châu) ở miền Nam.
Dưới đây là danh sách đầy đủ các vị Hoàng đế Nhà Tống, bao gồm cả miếu hiệu, thụy hiệu và niên hiệu. Triều đại này được thành lập bởi Triệu Khuông Dẫn, tức Tống Thái Tổ (960–976) và kết thúc với cái chết của Triệu Bính (1278–1279), được truy tôn Vệ vương. Hoàng đế cuối cùng của Bắc Tống là Khâm Tông (1126–1127), trong khi vị Hoàng đế đầu tiên của Nam Tống là Cao Tông (1127–1162).
Hoàng đế là vị nguyên thủ quốc gia trong thời kỳ đế quốc Trung Hoa (221 TCN–1912), trong đó có Tống. Việc truyền ngôi theo hình thức thế tập, chia sẻ quyền hành pháp với các quan chức dân sự được bổ nhiệm vào các cấp bực khác nhau theo kết quả trong các kỳ thi cử. Tầm quan trọng ngày càng tăng trong tầng lớp quan liêu dân sự và tầng lớp quý tộc quốc gia thời Nhà Tống dẫn đến một vai trò hạn chế hơn nhiều cho Hoàng đế trong việc định hình chính sách nhà nước, mặc dù Hoàng đế vẫn duy trì quyền độc đoán của mình. Một vị Hoàng đế có độc quyền về việc thiết lập các điều luật mới, mặc dù vậy vị Hoàng đế đó sẽ phải tôn trọng các quy định pháp luật của Tiên Đế.

## Bối cảnh, diễn biến
Nhà Tống được thành lập bởi Tống Thái Tổ (960–976) sau sự kiện binh biến Trần Kiều. Năm 960, Tống Thái Tổ thống nhất hoàn toàn Trung Quốc, chấm dứt thời kỳ Ngũ đại Thập quốc loạn lạc. Tuy nhiên, vùng 16 châu Yên Vân, từng bị Thạch Kính Đường cắt nhượng cho nhà Liêu (907–1125) của người Khiết Đan, vẫn nằm ngoài quyền kiểm soát của nhà Tống. Trong hơn một thế kỷ sau đó, nhà Tống liên tục phát động các chiến dịch quân sự với nhà Liêu nhằm giành lại vùng đất chiến lược này, nhưng kết quả không như mong đợi. Nhà Liêu cuối cùng cũng bị tiêu diệt năm 1125 bởi liên quân Tống – Kim, đứng đầu là Hoàng đế Kim Thái Tông (1123–1134). Tuy nhiên, sau khi chiến thắng, nhà Kim nhanh chóng trở mặt, chuyển từ đồng minh thành kẻ thù và phát động chiến tranh xâm lược nhà Tống. Trong sự biến Tĩnh Khang, đại quân nhà Kim đã phá thành Biện Kinh năm 1127, bắt sống Thái thượng hoàng Tống Huy Tông (1100–1126) và con trai là Tống Khâm Tông (1126–1127).
Thứ tử của Huy Tông là Triệu Cấu, tức Tống Cao Tông (1127–1162), dẫn tông thất chạy về phía Nam, tái lập triều đình nhà Tống tại khu vực ngày nay là Nam Kinh.  Năm 1129, ông lập Lâm An (nay là Hàng Châu) làm hành đô, và đến năm 1132, chính thức sách phong Lâm An làm quốc đô, mở đầu thời kỳ Nam Tống. Trong suốt nhiều thập kỷ sau đó, quân Kim nhiều lần Nam hạ nhằm thôn tính lãnh thổ Nam Tống, nhưng đều thất bại. Năm 1165, dưới thời Tống Hiếu Tông (1162–1189) và Kim Thế Tông (1161–1189), hai nước đạt được thỏa thuận hòa bình, ký kết hiệp ước, tạm thời ổn định mối quan hệ song phương. Nam Tống tiếp tục duy trì quyền cai trị ở miền Nam Trung Quốc cho đến năm 1279, khi triều Nguyên do Hốt Tất Liệt, Đại Hãn của Đế quốc Mông Cổ, chỉ huy đại quân Nam chinh, phát động chiến dịch diệt Tống. Sau thất bại trong trận Nhai Môn, Thừa tướng Lục Tú Phu ôm ấu chúa là Tống đế Bính (1278–1279) nhảy xuống biển tự tận ngày 19 tháng 3 năm 1279.

## Danh xưng và tên gọi
Kể từ thời kỳ Nhà Tần (226–206 TCN) cho đến Nhà Thanh (1644–1912), các vị vua chúa đứng đầu Nhà nước được biết đến với danh hiệu Hoàng đế. Trong các văn bản lịch sử, các Hoàng đế Nhà Tống, cùng các Hoàng đế Nhà Đường, Nhà Nguyên đều được gọi bằng miếu hiệu của họ (廟號), miếu hiệu của vua đã chết được vua nối ngôi, hoặc đình thần đặt để viết trên bài vị hay trên các bài văn tế đọc trong các dịp giỗ chạp. Trước thời Nhà Đường, Hoàng đế thường được gọi bằng thụy hiệu (諡號), thuỵ hiệu là tên được đặt cho vua chúa sau khi quá cố. Thời Nhà Minh (1368–1644) và Nhà Thanh, tên các vị Hoàng đế được gọi bằng niên hiệu duy nhất của họ. Trong khi vào thời kỳ Nhà Tống và trước đó, một vị vua thường có nhiều niên hiệu trong thời gian cai trị. Số lượng ký tự của miếu hiệu tăng trưởng ổn định hơn sau thời kỳ Nhà Hán (202 TCN–220). Ví dụ, thụy hiệu của Nỗ Nhĩ Cáp Xích, vị vua lập ra nhà nước Mãn Châu ở miền Bắc Trung Hoa và sau đó là Nhà Thanh có tất cả 29 ký tự (Thừa Thiên Quảng Vận Thánh Đức Thần Công Triệu Kỉ Lập Cực Nhân Hiếu Duệ Vũ Đoan Nghị Khâm An Hoằng Văn Định Nghiệp Cao Hoàng đế, 承天廣運聖德神功肇紀立極仁孝睿武端毅欽安弘文定業高皇帝). Thời Nhà Đường, miếu hiệu ngắn hơn rất nhiều, nhưng sang thời kỳ Nhà Tống, số ký tự mới bắt đầu tăng lên. Mỗi Hoàng đế đều có lăng hiệu (陵號) khác nhau dành cho lăng tẩm của mình.

## Hoàng đế

### Bắc Tống, 960–1127
| Miếu hiệu (廟號)  | Thụy hiệu (諡號) | Trị vì           | Trị vì | Trị vì           | Niên hiệu (年號) |
| ----------------- | --- | ---------------- | ------ | ---------------- | --- |
| Thái Tổ (太祖)    | Khải Vận Lập Cực Anh Vũ Duệ Văn Thần Đức Thánh Công Chí Minh Đại Hiếu Hoàng đế (啓運立極英武睿文神德聖功至明大孝皇帝)                               | 21 tháng 3, 960  | –      | 14 tháng 11, 976 | Kiến Long (建隆) 960–963 Càn Đức (乾德) 963–968 Khai Bảo (開寶) 968–976 |
| Thái Tông (太宗)  | Chí Nhân Ứng Đạo Thần Công Thánh Đức Văn Võ Duệ Liệt Đại Mnh Quảng Hiếu Hoàng đế (至仁應道神功聖德文武睿烈大明廣孝皇帝)                             | 15 tháng 11, 976 | –      | 8 tháng 5, 997   | Thái Bình Hưng Quốc (太平興國) 976–984 Ung Hi (雍熙) 984–987 Đoan Củng (端拱) 988–989 Thuần Hoá (淳化) 990–994 Chí Đạo (至道) 995–997 |
| Chân Tông (真宗)  | Ưng Phù Kê Cổ Thần Công Nhượng Đức Văn Minh Vũ Định Chương Thánh Nguyên Hiếu Hoàng đế (膺符稽古神功讓德文明武定章聖元孝皇帝)                        | 10 tháng 5, 997  | –      | 23 tháng 3, 1022 | Hàm Bình (咸平) 998–1003 Cảnh Đức (景德) 1004–1007 Đại Trung Tường Phù (大中祥符) 1008–1016 Thiên Hi (天禧) 1017–1021 Càn Hưng (乾興) 1022 |
| Nhân Tông (仁宗)  | Thể Thiên Pháp Đạo Cực Công Toàn Đức Thần Văn Thánh Vũ Duệ Triết Minh Hiếu Hoàng đế (體天法道極功全德神文聖武睿哲明孝皇帝)                          | 24 tháng 3, 1022 | –      | 30 tháng 4, 1063 | Thiên Thánh (天聖) 1023–1032 Minh Đạo (明道) 1032–1033 Cảnh Hữu (景祐) 1034–1038 Bảo Nguyên (寶元) 1038–1040 Khang Định (康定) 1040–1041 Khánh Lịch (慶曆) 1041–1048 Hoàng Hữu (皇祐) 1049–1054 Chí Hoà (至和) 1054–1056 Gia Hữu (嘉祐) 1056–1063 |
| Anh Tông (英宗)   | Thể Càn Ứng Lịch Long Công Thịnh Đức Hiến Văn Túc Vũ Duệ Thánh Tuyên Hiếu Hoàng đế (體乾應歷隆功盛德憲文肅武睿聖宣孝皇帝)                           | 2 tháng 5, 1063  | –      | 25 tháng 1, 1067 | Trì Bình (治平) 1064–1067 |
| Thần Tông (神宗)  | Thể Nguyên Hiển Đạo Pháp Cổ Lập Hiến Đế Đức Vương Công Anh Văn Liệt Vũ Khâm Nhân Thánh Hiếu Hoàng đế (體元顯道法古立憲帝德王功英文烈武欽仁聖孝皇帝) | 26 tháng 1, 1067 | –      | 30 tháng 3, 1085 | Hi Ninh (熙寧) 1068–1077 Nguyên Phong (元豐) 1078–1085 |
| Triết Tông (哲宗) | Hiến Nguyên Kế Đạo Hiển Đức Định Công Khâm Văn Duệ Vũ Tề Thánh Chiêu Hiếu Hoàng đế (憲元繼道顯德定功欽文睿武齊聖昭孝皇帝)                           | 1 tháng 4, 1085  | –      | 23 tháng 2, 1100 | Nguyên Hữu (元祐) 1086–1094 Thiệu Thánh (紹聖) 1094–1098 Nguyên Phù (元符) 1098–1100 |
| Huy Tông (徽宗)   | Thể Thần Hợp Đạo Tuấn Liệt Tốn Công Thánh Văn Nhân Đức Hiến Từ Hiển Hiếu Hoàng đế (體神合道駿烈遜功聖文仁德憲慈顯孝皇帝)                            | 24 tháng 2, 1100 | –      | 18 tháng 1, 1126 | Kiến Trung Tĩnh Quốc (建中靖國) 1101 Sùng Ninh (崇寧) 1102–1106 Đại Quán (大觀) 1107–1110 Chính Hoà (政和) 1111–1118 Trọng Hoà (重和) 1118–1119 Tuyên Hoà (宣和) 1119–1125                                                                        |
| Khâm Tông (欽宗)  | Cung Văn Thuận Đức Nhân Hiếu Hoàng đế (恭文順德仁孝皇帝)                                                                                            | 19 tháng 1, 1126 | –      | 9 tháng 1, 1127  | Tĩnh Khang (靖康) 1125–1127 |

### Nam Tống, 1127–1279
| Miếu hiệu (廟號)  | Thụy hiệu (諡號) | Trị vì            | Trị vì | Trị vì            | Niên hiệu (年號) |
| ----------------- | --- | ----------------- | ------ | ----------------- | --- |
| Cao Tông (高宗)   | Thụ Mệnh Trung Hưng Toàn Công Chí Đức Thánh Thần Vũ Văn Chiêu Nhân Hiến Hiếu Hoàng đế (受命中兴全功至德圣神武文昭仁宪孝皇帝)     | 12 tháng 6, 1127  | –      | 24 tháng 7, 1162  | Tĩnh Viêm (靖炎) 1127–1130 Thiệu Hưng (紹興) 1131–1162 |
| Hiếu Tông (孝宗)  | Thiệu Thống Đồng Đạo Quan Đức Chiêu Công Triết Văn Thần Vũ Minh Thánh Thành Hiếu Hoàng đế (紹統同道冠德昭功哲文神武明聖成孝皇帝) | 24 tháng 7, 1162  | –      | 18 tháng 2, 1189  | Long Hưng (隆興) 1163–1164 Càn Đạo (乾道) 1165–1173 Thuần Hi (淳熙) 1174–1189 |
| Quang Tông (光宗) | Tuần Đạo Hiến Nhân Minh Công Mậu Đức Ôn Văn Thuận Vũ Thánh Triết Từ Hiếu Hoàng đế (循道憲仁明功茂德溫文順武聖哲慈孝皇帝)         | 18 tháng 2, 1189  | –      | 5 tháng 7, 1194   | Thiệu Hi (紹熙) 1190–1194 |
| Ninh Tông (恭孝)  | Pháp Thiên Bị Đạo Thuần Đức Mậu Công Nhân Văn Triết Vũ Thánh Duệ Cung Hiếu Hoàng đế (法天備道純德茂功仁文哲武聖睿恭孝皇帝)       | 24 tháng 7, 1194  | –      | 17 tháng 9, 1224  | Khánh Nguyên (慶元) 1195–1200 Gia Thái (嘉泰) 1201–1204 Khai Hi (開禧) 1205–1207 Gia Định (嘉定) 1208–1224 |
| Lý Tông (理宗)    | Kiến Đạo Bị Đức Thái Công Phục Hưng Liệt Văn Nhân Võ Thánh Minh An Yên Hiếu Hoàng đế (建道備德大功復興烈文仁武聖明安孝皇帝)      | 17 tháng 9, 1224  | –      | 16 tháng 11, 1264 | Bảo Khánh (寶慶) 1225–1227 Thiệu Định (紹定) 1228–1233 Đoan Bình (端平) 1234–1236 Gia Hi (嘉熙) 1237–1240 Thuần Hữu (淳祐) 1241–1252 Bảo Hữu (寶祐) 1253–1258 Khai Khánh (開慶) 1259 Cảnh Định (景定) 1260–1264 |
| Độ Tông (度宗)    | Đoan Văn Minh Vũ Cảnh Hiếu Hoàng đế (端文明武景孝皇帝)                                                                           | 66 tháng 11, 1264 | –      | 12 tháng 8, 1274  | Hàm Thuần (咸淳) 1265–1274 |
| Cung Tông (恭宗)  | Hiếu Cung Ý Thánh Hoàng đế (孝恭懿圣皇帝)                                                                                        | 12 tháng 8, 1274  | –      | 4 tháng 2, 1276   | Đức Hữu (德祐) 1275–1276 |
| Đoan Tông (端宗)  | Dụ Văn Chiêu Vũ Mẫn Hiếu Hoàng đế (裕文昭武愍孝皇帝)                                                                             | 14 tháng 6, 1276  | –      | 8 tháng 5, 1278   | Cảnh Viêm (景炎) 1276–1278 |
| Hoài Tông (懷宗)  | Cung Văn Ninh Vũ Ai Hiếu Hoàng đế (恭文寧武哀孝皇帝)                                                                             | 10 tháng 3, 1278  | –      | 19 tháng 3, 1279  | Tường Hưng (祥興) 1278–1279 |